# Mappa pittorica

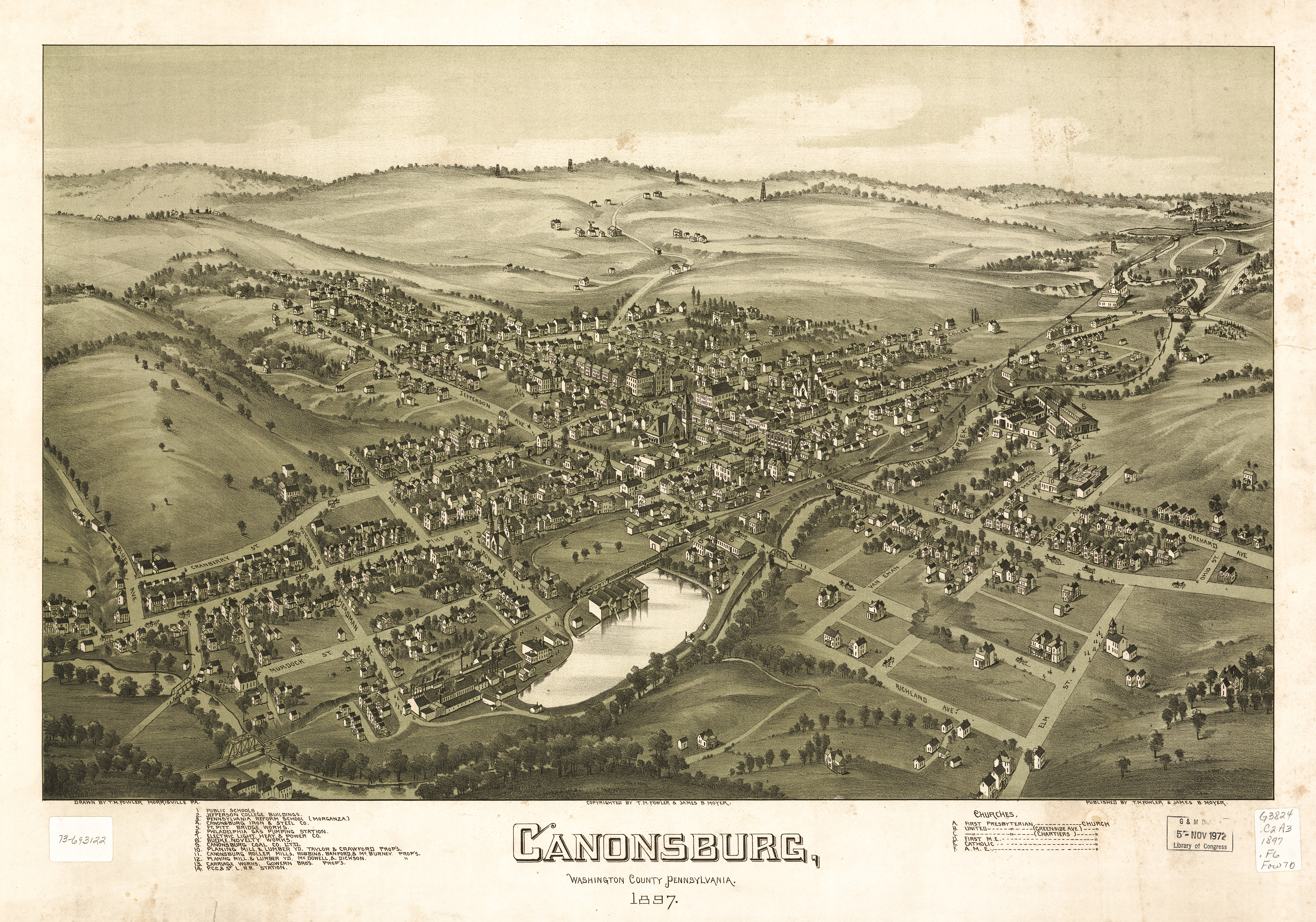
Una mappa pittorica del 1897 di Canonsburg, Pennsylvania, di Thaddeus Mortimer Fowler

Una mappa (o carta) pittorica, detta anche mappa geopittorica, mappa illustrata, mappa panoramica, mappa prospettica, o mappa a volo d'uccello, è una mappa realizzata per rappresentare un dato territorio con uno stile più artistico che tecnico. Si contrappone pertanto alla carta stradale, all'atlante o alla carta topografica.

La cartografia può essere un sofisticato paesaggio reso in prospettiva 3D o una semplice mappa grafica arricchita da illustrazioni di edifici, persone e animali. Possono riguardare tutti i tipi di argomenti vari, come eventi storici, personaggi leggendari o prodotti agricoli locali e rappresentare aree di qualsiasi dimensione, da un intero continente a un'università. Disegnate da artisti e illustratori specializzati, le mappe illustrate rappresentano una ricca tradizione secolare e una forma d'arte che spazia dalle mappe illustrate sulle tovagliette dei ristoranti alle preziose stampe artistiche conservate nei musei.

Mappa pittorica di Parigi di Claes Jansz Visscher, 1618

## Storia e tradizioni
La storia delle mappe pittoriche è intrecciata alla storia della cartografia in generale, e antichi manufatti suggeriscono che la mappatura pittorica esiste da quando è iniziata la storia documentata.
Nella cartografia medievale, le icone pittoriche e le idee storico-religiose solitamente nascondevano e modificavano le precise proporzioni geografiche. Un esempio classico sono le mappae orbis terrae, che rappresentano i tre continenti conosciuti sotto forma di croce, con Gerusalemme al centro. Quando città mercantili emergenti come Venezia iniziarono a prosperare, i governanti locali commissionarono agli artisti di realizzare delle panoramiche pittoriche delle loro città, per aiutarli a organizzare fiere commerciali e portare in città il crescente flusso di mercanti in visita. Con l'avvento della stampa, le mappe illustrate si evolsero in alcune delle prime forme di pubblicità, mentre le città gareggiavano tra loro per accaparrarsi quote maggiori del commercio.
Successivamente, durante l'era delle esplorazioni, le mappe divennero progressivamente più precise per le esigenze di navigazione e spesso erano disegnate con schizzi e disegni come velieri che indicavano la direzione degli alisei, piccoli alberi e collinette per rappresentare foreste e montagne e, naturalmente, tante creature marine e nativi esotici, molti dei quali immaginari. Con l'aumentare dell'esigenza di precisione geografica, queste illustrazioni scomparvero gradualmente dalla mappa e si spostarono sui confini, per poi scomparire del tutto con l'avvento della cartografia scientifica moderna.

## XIX secolo

Una tavola raffigurante una mappa pittorica del XIX secolo di un'area rurale e industriale di St. Louis

Con l'evoluzione della cartografia, questa forma d'arte pittorica seguì la sua strada e riacquistò popolarità nel XIX secolo con lo sviluppo delle ferrovie. Tra il 1825 e il 1875 la produzione e la collezione di mappe panoramiche delle città divennero una vera e propria mania. Solo negli Stati Uniti furono prodotte migliaia di mappe panoramiche. I principali artisti di mappe panoramiche negli Stati Uniti furono Herman Brosius, Camille N. Drie, Thaddeus Mortimer Fowler, Paul Giraud, Augustus Koch, DD Morse, Henry Welge e AL Westyard. A volte l'esagerazione artistica celava frodi, poiché alcuni viaggiatori venivano attratti dalle immagini di città idilliache, per poi ritrovarsi al loro arrivo con baracche nel fango. Una vasta collezione di queste stampe è conservata nella Biblioteca del Congresso, e molte delle più belle continuano ad essere ristampate e vendute ancora oggi.

## XX e XXI secolo

### XX secolo

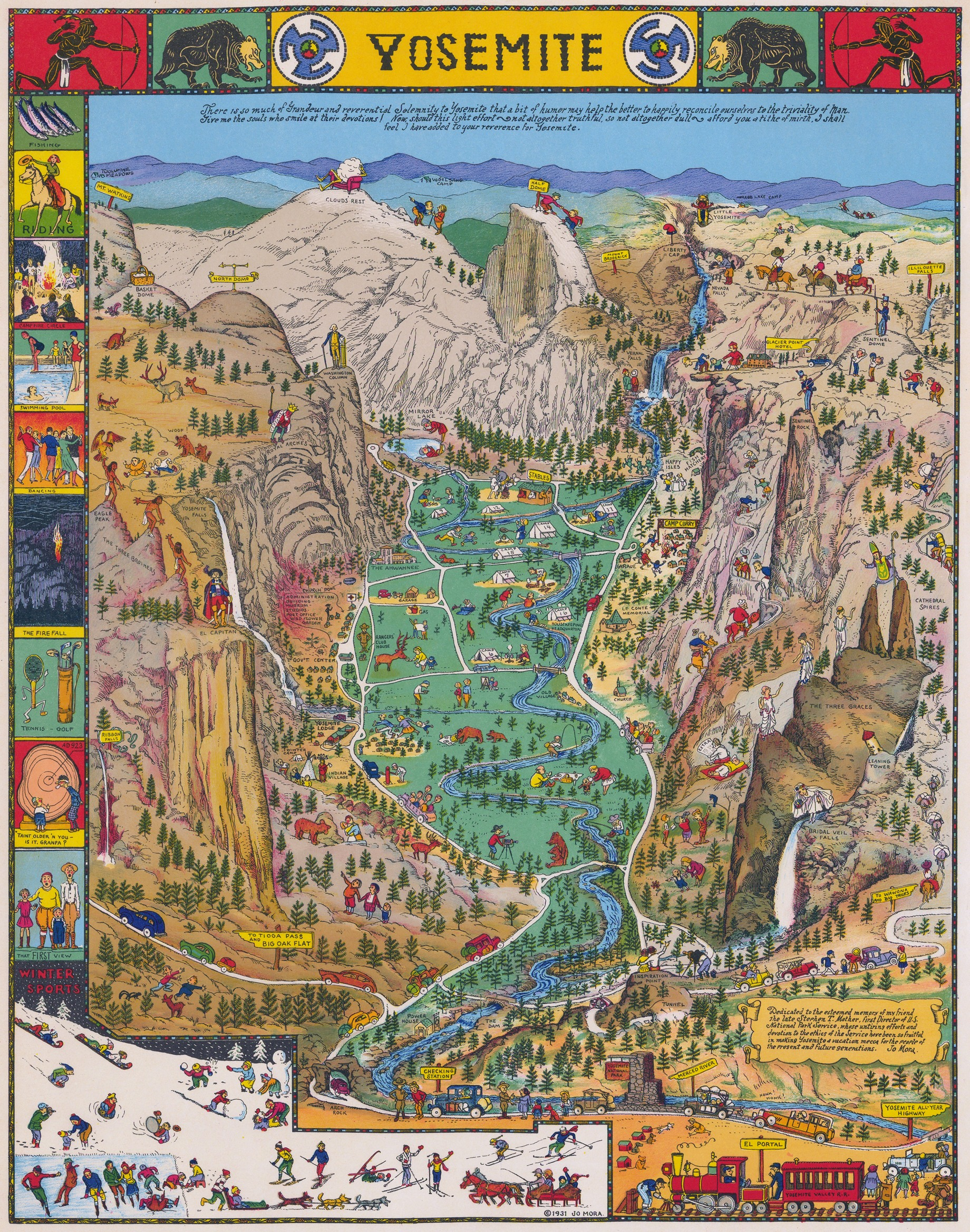
"Yosemite" di Jo Mora, 1931

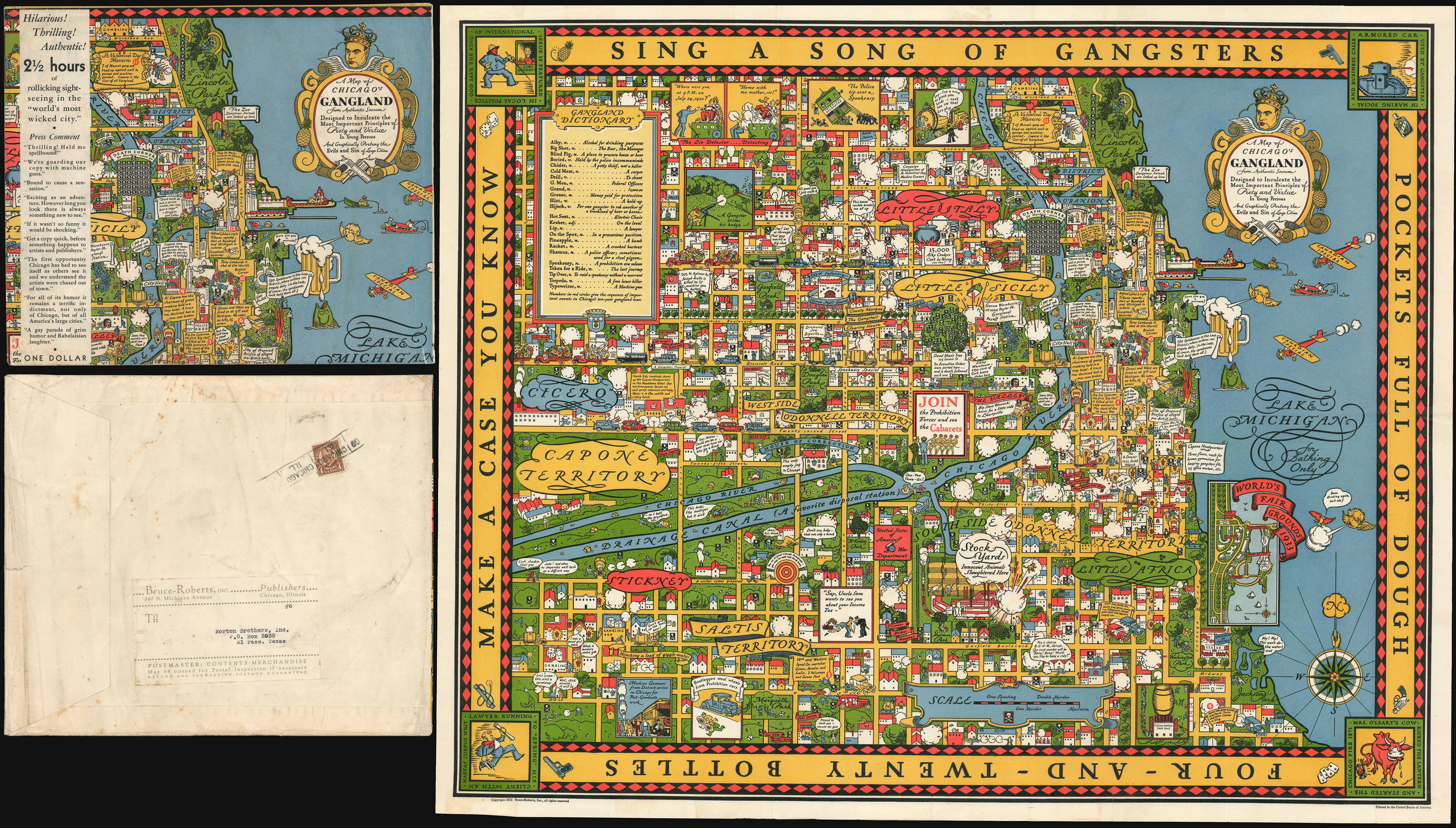
Gangland Chicago di Bruce Roberts, 1931

Con lo sviluppo del turismo, la cartografia pittorica riapparve come forma d'arte della cultura popolare tra il 1920 e il 1950, spesso con uno stile Art Déco stravagante. Molte di queste mappe furono commissionate da enti commerciali (banche, compagnie petrolifere, ecc.) e in molti casi le opere non venivano attribuite ai propri artisti (spesso disegnatori che lavoravano per studi di architettura). Uno dei primi esempi di queste mappe pittoriche fu pubblicato sulla rivista d'arte tedesca Das Plakat. Si trattava delle riproduzioni di due mappe politiche dell'Europa prodotte da Paul Hadol nel 1870 e da Walter Trier. Numerose mappe di questo tipo vengono ancora pubblicate (gli originali valgono oggi centinaia o migliaia di dollari). Tra le mappe più note di quest'epoca oggi ci sono la mappa di Manhattan del 1926 di CV Farrow  e le mappe dell'occidente di Jo Mora.
Un'altra ripresa si verificò negli anni '70 e '80. Fu questo il periodo d'oro per aziende come Archar e Descartes, che produssero centinaia di mappe promozionali colorate di città, principalmente americane e canadesi.

### XXI secolo
Le mappe pittoriche sono rimaste simbolo di arte e collezionismo. Alcuni artisti decidono di riprodurre nuove mappe pittoriche per i turisti e gli appassionati.

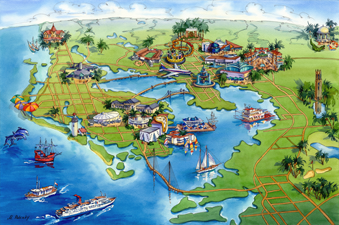
Mappa aerea della baia di Tampa di Maria Rabinky, 2008

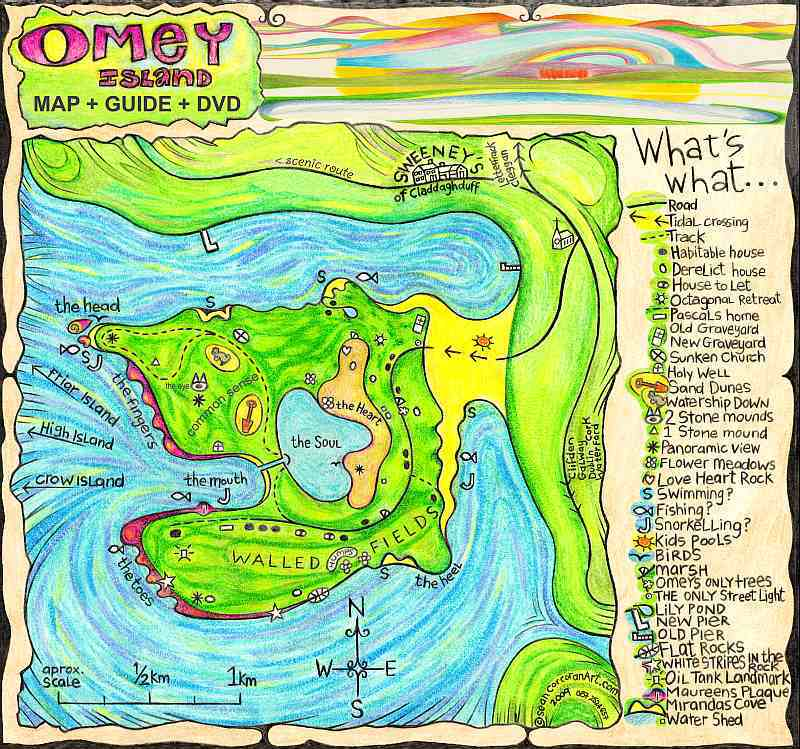
Mappa pittorica dell'isola di Omey, creata dall'artista irlandese Sean Corcoran, 2009.